# 米切爾鎮區 (愛荷華州米切爾縣)
米切爾鎮區（英語：Mitchell Township）是位於美國愛荷華州米切爾縣的一個行政鎮區。

## 地方資料
根據2010年美國人口普查的數據，米切爾鎮區的面積為72.12平方千米，當中陸地面積為71.69平方千米，而水域面積為0.43平方千米。當地共有人口363人，而人口密度為每平方千米5.03人。